# Bristol (Connecticut)
Bristol è un comune degli Stati Uniti d'America, situato nella Contea di Hartford nello Stato del Connecticut.
Conta poco più di 60 000 abitanti ed è nota soprattutto in quanto sede della rete televisiva ESPN. In passato è stata famosa per la fabbricazione di orologi.

## Amministrazione

### Gemellaggi
- Kozani